# ロターリオ2世 (イタリア王)
ロターリオ2世（Lotario II, 926年または928年 - 950年）は、イタリア王（在位：945年 - 950年）。アルルのロターリオ（Lotario di Arles）とも呼ばれる。

## 生涯
プロヴァンスのウーゴの息子で、931年にはイタリアの王位を手にした。937年に父はイタリアと隣接する国との和平のために、彼とブルグント王ルドルフ2世の16歳の娘アデライーデとを結婚させた。945年、イヴレーアのベレンガーリオは、ウーゴを退位させ息子に譲り、「最高顧問」の地位を封建領主に譲らせた。ロターリオはそのため唯一の王となるが、その期間は短く、彼の父は再び王位を得る事に成功し、それは947年の父ウーゴの死の年まで続いた。945年から後は権力は実質的にはイヴレーア辺境伯により管理された。
ロターリオはベレンガーリオによりおそらく毒殺され、950年に没した。ベレンガーリオはイタリアにおける自身の権力を固めるため、ロターリオの未亡人アデライーデを息子アダルベルト2世と結婚させようとした。しかし、アデライーデは東フランク王オットー1世の保護を求め、951年にパヴィーアにてオットー1世と再婚した。ドイツ人の王オットーは、パヴィーアの戴冠によりベレンガーリオの後継者として認められた。

## 子女
アデライーデとの間に1女をもうけた。
- エンマ（948年 - 988年以降） - オットー1世の計画により、966年にフランス王ロテールと結婚した。